# Zadracarta
Zadracarta (en griego antiguo: τὰ Ζαδρακάρτα, romanizado: tà Zadrakárta) es un nombre registrado por los historiadores griegos que hace referencia a la mayor ciudad de Hircania durante el periodo Imperio aqueménida. La ciudad era una residencia real fortificada.
La ubicación exacta de Zadracarta es incierta. Algunos la identifican con la ciudad iraní de Sarí. Sin embargo, según la Encyclopedia Iranica, es más probable su identificación con Qal'a-ye Khandān (en persa: قلعه خندان‎) en el extremo suroeste de Gorgán. Este último es un gran ell (montículo) de 300 x 220m de superficie y unos 40 m de altura.